# 요장

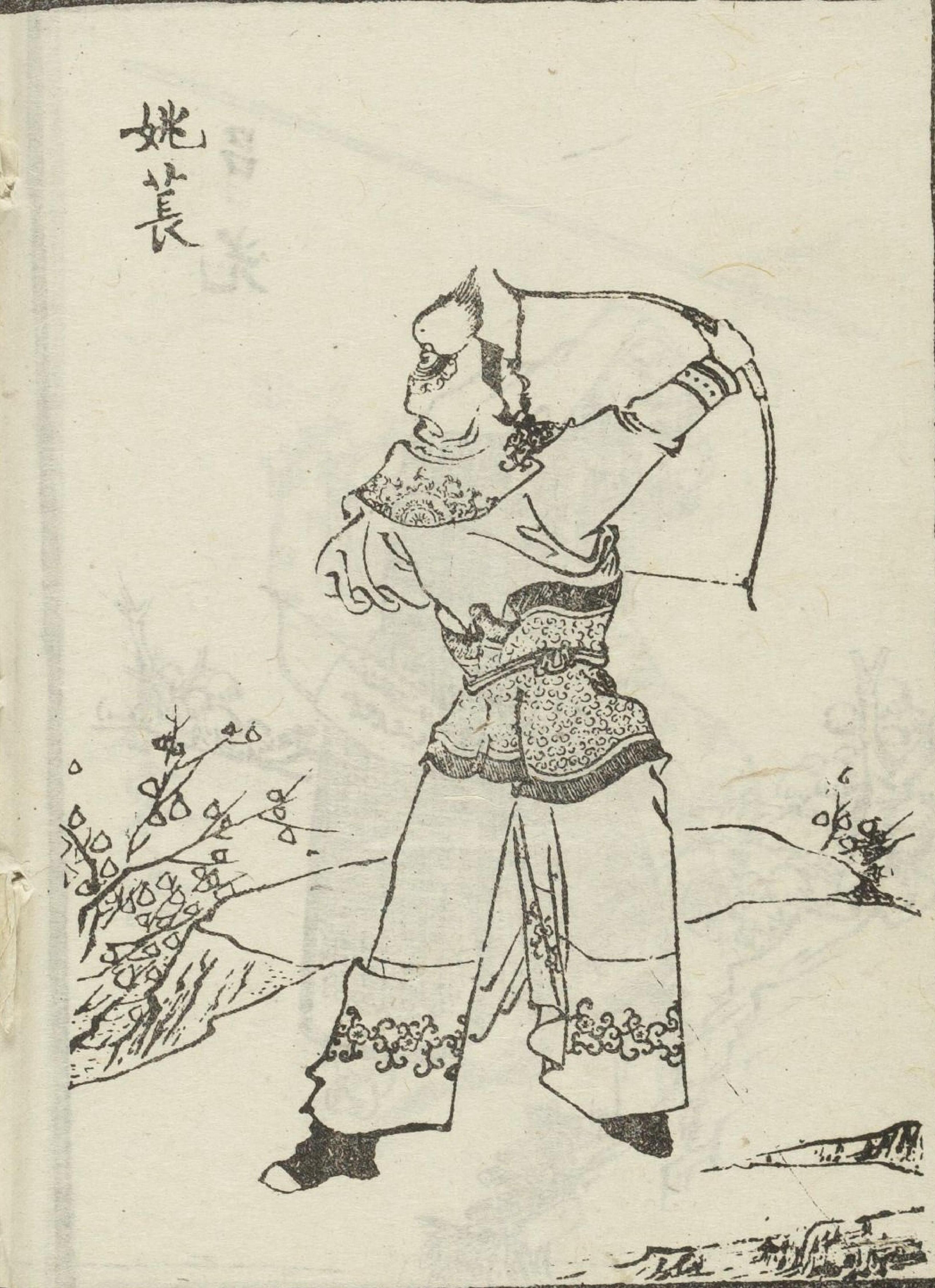
요장

진 태조 무소황제 요장(秦 太祖 武昭皇帝 姚萇, 331년 ~ 393년, 재위：384년 ~ 393년)은 중국 오호십육국 시대 후진의 초대 황제로, 자는 경무(景茂)이다.

## 생애
요장은 강족의 수장 요익중(姚弋仲)의 24번째 아들이다. 352년, 요익중이 죽자 형인 요양(姚襄)이 뒤를 잇고 동진(東晉)으로 부족을 이끌고 이동하려 했는데, 전진(前秦)의 공격을 받아 전멸당할 위기에 빠졌다. 요양의 말이 화살에 맞아 죽자 요장은 요양에게 말을 내주고 희생하려고 하였는데, 마침 동진의 구원군이 도착하여 살아남았다. 이 일로 인하여 요장은 다른 형제들을 제치고 요양의 총애를 받았다.
357년에 요양이 전사하자 요장은 부족을 이끌고 전진의 부생(苻生)에게 항복하였다. 부견(苻堅)의 치세에 요장은 강족 부대를 이끌고 익주(益州)를 정복하는 등 많은 전공을 세웠으며, 393년에는 용양장군(龍驤將軍)에 임명되었다. 부견이 비수대전을 일으키자 요장은 촉 방면을 방어하는 임무를 맡았는데, 비수에서 부견의 군사가 와해되자 요장은 장안으로 돌아왔다. 384년, 모용홍(慕容泓)이 반란을 일으키자 요장은 부견의 명을 받아 모용홍을 토벌하기 위해 출정하였는데 사령관 부예(苻睿)가 섣부른 작전을 펼쳐 패배하고 말았다. 이 패전에 대해서 부견이 요장에게 책임을 묻자 요장은 북지(北地) 일대에서 반란을 일으켜 만년진왕(萬年秦王)을 자칭하며 후진을 건국하였다.
건국 초의 후진은 부견의 공격으로 멸망할 뻔 하기도 하였으나 모용홍이 장안을 공격하여 부견이 퇴각하였기 때문에 위기를 모면할 수 있었다. 요장은 부견과 모용홍, 모용충(慕容沖)이 장안을 중심으로 전쟁을 벌이고 있는 동안에 주변 지역을 점령하여 세력을 확대하였다. 또한 이 과정에서 모용충에게 아들을 인질로 보내고 동맹을 맺기도 하였다. 385년에 모용충이 장안을 점령하고 부견이 장안을 빠져나오자 요장은 부견을 포로로 잡았다. 요장은 부견에게 선양을 요구하였으나 거부당하자 부견을 살해하였다. 386년에는 선비족이 떠난 장안을 차지하고 황제에 즉위하였다.
요장은 진주(秦州 : 간쑤 성 동부) 지역의 전진계 세력들을 공략하였는데, 386년 말에 부등(苻登)이 황제에 즉위하여 요장에 대항하였다. 이후 진주와 옹주(雍州 : 산시 성 중부) 일대에서 전진의 부등과 후진의 요장은 여러 차례 충돌하였다. 389년에는 수도인 안정(安定)을 공격당할 정도로 수세에 몰렸으나 대계(大界)에 있던 전진군의 치중을 급습하여 큰 피해를 입히면서 위기를 모면하였다. 이후에도 전진군이 후진에 대하여 파상공세를 지속하였으나 요장은 수비 태세를 굳히면서 세력을 강화시켰다. 393년 12월에 병사하였다.

## 참고 문헌
- 《자치통감(資治通鑑)》
- 《진서(晉書)》

| 전 대 - | 제1대 후진 황제 384년 ~393년 | 후 대 요흥(姚興) |